# Deji Plaza Phase 2
Das an der Zhongshan South Road stehende Deji Plaza Phase 2 ist mit 324 Metern und 62 Etagen einer der höchsten Wolkenkratzer in Nanjing (chinesisch 南京, Pinyin Nánjīng – „Südliche Hauptstadt“). Der 2009 begonnene Bau wurde 2013 fertiggestellt. Das Gebäude umfasst 150.050 m² Bürofläche.